# Frente de Liberación del Archipiélago de Madeira

Bandera de FLAMA.

El Frente de Liberación del Archipiélago de Madeira (FLAMA, en portugués: Frente de Libertação do Arquipélago da Madeira) fue un movimiento independentista de Madeira respecto a Portugal creado como reacción a la hipótesis de que el Portugal continental evolucionara hacia un régimen comunista. Nacido al lado del Frente de Liberación de las Azores, movimiento independentista de las Azores y con la misma duración y objetivos, el FLAMA llevó a cabo acciones armadas en los años 1974-1975 durante el PREC (Proceso Revolucionario en Curso), reivindicando la independencia del archipiélago. Posteriormente con la instauración defenitiva del régimen democrático, el sentimiento independentista en Madeira y Azores se aplacó.
Una de sus principales acciones fue la Ocupación de las instalaciones de Radio y Televisión de Portugal en el 7 de octubre de 1975.